# Harry Sneed

Harry Sneed

Harry Marsh Sneed (* 14. März 1940 in Gulfport, Mississippi, USA) ist einer der Pioniere der Software-Testtechnologie und Dozent für Software Engineering am Institut für Wirtschaftsinformatik an den Universitäten Regensburg (Deutschland), Passau (Deutschland), Dresden (Deutschland) und Budapest (Ungarn) und lehrt als Gastdozent an den Universitäten Sannio (Italien), Szeged (Ungarn), Koblenz (Deutschland), FH Technikum Wien (Österreich) und Hagenberg (Österreich).
Er ist aktiv in der IEEE, ACM und GI Fachgesellschaften und dient in dem Programmausschuss für die internationalen Konferenzen an Maintenance, Metrics, Reengineering, Program Comprehension und Webevolution.

## Leben
Nach Abschluss der High School auf der Sewanee Military Academy, Tennessee 1959 begann Harry Sneed mit dem Studium an der Universität Maryland, wo er – nach Unterbrechung durch seinen Militärdienst im Vietnamkrieg 1969 – den Master of Public Administration & Information Sciences verliehen bekam.
Seit 1969 arbeitet Harry Sneed als Programmierer, Analytiker, Projektleiter, Laborleiter, Geschäftsführer, Buchautor, Forscher und Dozent in Amerika und in Europa.
Harry Sneed ist Dozent für Software Engineering am Institut für Wirtschaftsinformatik an den Universitäten Regensburg, Passau und Budapest und Gastdozent an den Universitäten Sannio, Szeged und Koblenz.

## Auszeichnungen
- 2013 ISTQB® International Software Testing Excellence Award[3]
- 2011 Deutscher Preis für Software-Qualität
- 2008 Stevens Award
- 2005 Fellow der Gesellschaft für Informatik[4]
- 1996 Distinguished Researcher der IEEE (für seine international anerkannte Arbeit auf dem Gebiet des Software-Reverse- und -Reengineerings)
- 1987 Kiváló dolgozó (Held der Arbeit) von dem ungarischen Software Institut SZKI
- 1965 Expert Combat Infantryman der U.S. Armee

## Bücher
- Harry Sneed, Richard Seidl: Softwareevolution. Erhaltung und Fortschreibung bestehender Softwaresysteme. dpunkt.verlag, 2013, ISBN 978-3-86490-041-9.
- Harry Sneed, Manfred Baumgartner, Richard Seidl: Der Systemtest. Von den Anforderungen zum Qualitätsnachweis. Neuauflage, Hanser, 2011, ISBN 978-3-446-42692-4.
- Harry Sneed, Richard Seidl, Manfred Baumgartner: Software in Zahlen. Die Vermessung von Applikationen. Hanser, 2010, ISBN 978-3-446-42175-2.
- Harry Sneed, Ellen Wolf, Heidi Heilmann: Softwaremigration in der Praxis. Übertragung alter Softwaresysteme in eine moderne Umgebung. dpunkt.verlag, 2010, ISBN 978-3-89864-564-5.
- Harry Sneed, Manfred Baumgartner, Richard Seidl: Der Systemtest. Anforderungsbasiertes Testen von Software-Systemen. Hanser, 2007, ISBN 3-446-40793-6.
- Harry Sneed: Software Projektkalkulation. Hanser, 2005, ISBN 3-446-40005-2.
- Harry Sneed, Franz Lehner: Software-Engineering für Wirtschaftsinformatiker.
- Harry Sneed, Martin Hasitschka, Maria-Therese Teichmann: Software Produktmanagement. dpunkt.verlag, 2004, ISBN 3-89864-274-7.
- Harry Sneed, Stephan Sneed: Web-basierte Systemintegration. Vieweg, 2003, ISBN 3-528-05837-4.
- Harry Sneed, Mario Winter: Testen objektorientierter Software. Hanser, 2002, ISBN 3-446-21820-3.
- Harry Sneed, Andreas Oberweis: Software-Management '99 Teubner Verlag, 1999, ISBN 3-519-00259-0.
- Harry Sneed: Objektorientierte Softwaremigration. Addison-Wesley Longman, 1998, ISBN 3-8273-1478-X.
- Harry Sneed: Softwaresanierung. Verlagsgesellschaft Rudolf Müller, 1991, ISBN 3-481-00416-8.
- Harry Sneed: Softwarewartung. Verlagsgesellschaft Rudolf Müller, 1990, ISBN 3-481-00220-3.
- Harry Sneed: Softwaretest & Qualitätssicherung. Verlagsgesellschaft Rudolf Müller, 1988, ISBN 3-481-36521-7.
- Harry Sneed: Softwaremanagement. Verlagsgesellschaft Rudolf Müller, 1987, ISBN 3-481-36121-1.
- Harry Sneed: Software Entwicklungsmethodik. Verlagsgesellschaft Rudolf Müller, 1986, ISBN 3-481-36275-7.
- Harry Sneed: Ausbildung, Beratung, Projekte, Werkzeuge nach dem SOFTORG-Lebenszyklusmodell. Software-Engineering-Service-GmbH, 1986.
- Harry Sneed, Hans-Ludwig Hausen, Monika Müllerburg: Software-Produktionsumgebungen. Verlagsgesellschaft Rudolf Müller, 1985, ISBN 3-481-33111-8.
- Harry Sneed: Software-Qualitätssicherung für kommerzielle Anwendungssysteme. Verlagsgesellschaft Rudolf Müller, 1983, ISBN 3-481-36291-9.
- Harry Sneed: Software-Qualitätssicherung. Harry M. Sneed u. Hans R. Wiehle, 1982, ISBN 3-519-02428-4.
- Harry Sneed: Software-Entwicklungsmethodik. Verlagsgesellschaft Rudolf Müller, 1980, ISBN 3-481-36271-4.
- Harry Sneed, Heidi Heilmann: Software Projektmanagement – Planung, Organisation und Steuerung der Software-Herstellung und -Wartung. Forkel Verlag, 1976.
- Harry Sneed: Strukturierte Programmierung – Theorie und Praxis, GES-Training Package. GES Verlag, 1975.
- Harry Sneed, Ehrhard Mundhenke, Uwe Zöllner: Informationssysteme für die Hochschulverwaltung. deGruyter, 1974, ISBN 3-11-004209-6.
- Co-Autor von ANSI/IEEE Std 1008–1997 IEEE Standard for Software Unit Testing.